# Live Earth
Live Earth (с англ. — «Живая Планета Земля») — международный фестиваль поп- и рок-музыки с целью привлечь внимание к проблеме глобального потепления и роли человечества в этом явлении. Концерты фестиваля прошли 7 июля 2007 на всех шести континентах Земли:
- Океания — в Сиднее (Австралия)
- Азия — в Шанхае (Китай), в Токио и Киото (Япония)
- Северная Америка — в Нью-Йорке и Вашингтоне (США)
- Южная Америка — в Рио-де-Жанейро (Бразилия)
- Антарктида — на исследовательской станции «Ротера»
- Африка — в Йоханнесбурге (ЮАР)
- Европа — в Лондоне (Англия) и Гамбурге (Германия)

Одним из основных организаторов фестиваля является бывший вице-президент США Альберт Гор. В концертах приняли участие более 150 музыкантов, а общая аудитория фестиваля составила более 2 миллиардов человек (включая телезрителей).
Название фестиваля выбрано по аналогии с проводившимися ранее фестивалями Live Aid (1985) и Live 8 (2005), хотя организатор этих фестивалей Боб Гелдоф не имеет отношения к Live Earth.